# Lago de Constança
O lago de Constança (em alemão: Bodensee) é um lago atravessado pelo rio Reno e situado na fronteira da Alemanha com a Áustria e a Suíça.
Sabe-se que duas espécies endêmicas existiram apenas no lago de Constança: Coregonus gutturosus [en] e Salvelinus profundus. Presume-se que a primeira espécie esteja extinta, enquanto a segunda foi considerada extinta durante décadas, até ser redescoberta na década de 2010.

## História
O lago de Constança foi mencionado pela primeira vez pelo geógrafo hispânico Pompônio Mela, por volta de 43 a.C.. Ele observou que o Reno atravessava dois lagos, e lhes deu os nomes latinos lago Vêneto (hoje Ober) e lago Acrônio (hoje Unter). Plínio, o Velho usou o nome lago Brigantino, da cidade romana de Brigâncio (hoje Bregenz).

## Geografia
Situa-se na fronteira da Alemanha ao sul, da Áustria a oeste e da Suíça ao norte; a notar o enclave da cidade alemã de Constança na margem suíça. Ele banha os cantões alemães de Bade-Vurtemberga e da Baviera, e os cantões suíços de Turgóvia e São Galo.
Sua área é de 536 km². Foi recalculada em 2004, pois o valor anterior de 571 km² correspondia ao nível de cheia e não ao nível médio.
O lago situa-se a 395 m acima do nível do mar e é o terceiro maior lago da Europa Central, depois do lago Balaton e do lago Léman. A maior profundidade é de 252 m no meio da sua parte oriental (Ober). Seu volume é de aproximadamente 55 km³.
O lago tem quatro partes: Ober, Überlinger, Zeller e Unter. O Reno entra no lago pelo sudeste, através do Ober, da cidade de Constança e do Unter, e sai do lago perto de Stein am Rhein. O lago de Constança  fornece água para diversas cidades do sul da Alemanha.
O lago de Constança foi formado pela geleira do Reno durante a Era glacial. O Reno, o Bregenzer Ache, e o Dornbirner Ache transportam sedimentos dos Alpes para o lago, diminuindo assim gradualmente a profundidade do lago no sudeste.

## Cidades banhadas

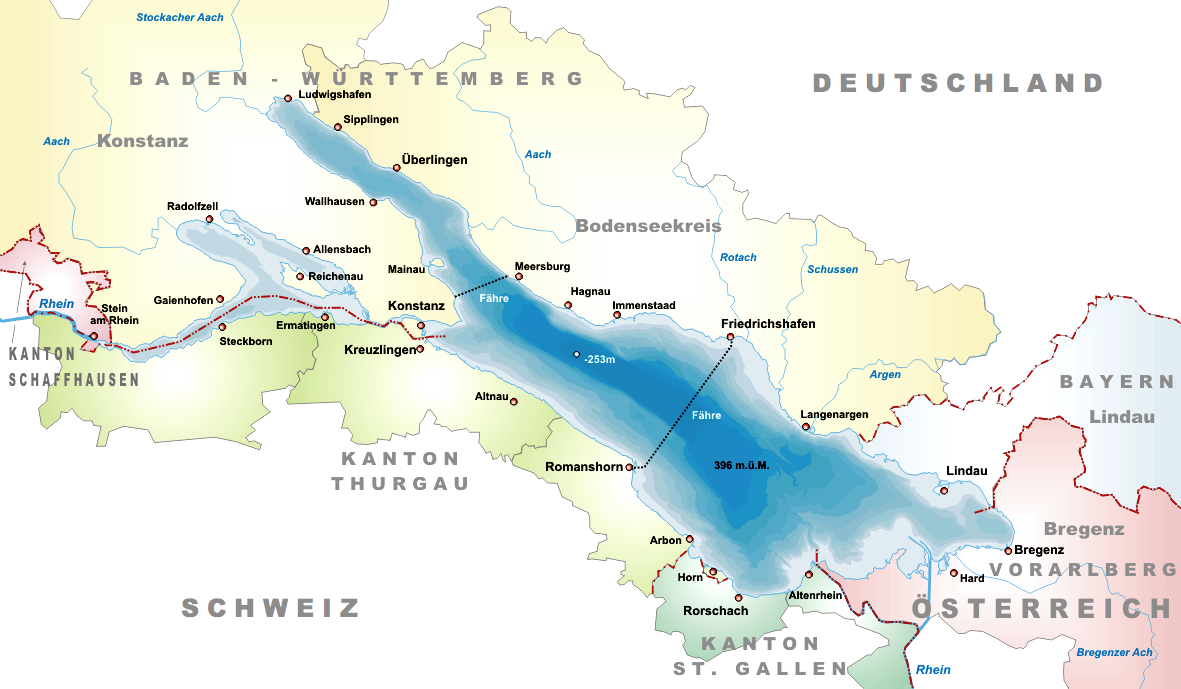
Lago de Constança

### Áustria
- Hard
- Bregenz
- Lochau
- Fussach
- Gaissau

### Alemanha
A partir da entrada do Reno, na margem norte ou direita
- No Ober e Überlingen

- - Lindau, Baviera
  - Wasserburg, Baviera
  - Kressbronn, Bade-Vurtemberga
  - Langenargen
  - Eriskirch
  - Friedrichshafen
  - Immenstaad
  - Hagnau
  - Meersburg
  - Daisendorf (no Überlinger)
  - Unteruhldingen
  - Überlingen
  - Sipplingen
  - Bodman-Ludwigshafen
  - Wallhausen
  - Dingelsdorf
  - Litzelstetten
  - Constança

- No Unter
  - Allensbach (no Gnade)
  - Radolfzell (no Zeller)
  - Gaienhofen

### Suíça
Da entrada do Reno, na margem sul ou esquerda:
- No Ober

- - Altenrhein, S. Gallen
  - Rorschach, S. Gallen
  - Horn, Turgóvia
  - Steinach, S. Gallen
  - Arbon, Turgóvia (como todas que seguem)
  - Frasnacht
  - Egnach
  - Romanshorn
  - Uttwil
  - Kesswil
  - Güttingen
  - Altnau
  - Landschlacht
  - Münsterlingen
  - Bottighofen
  - Kreuzlingen (e Constança, Alemanha

- No Reno
  - Gottlieben
- No Unter

- - Ermatingen
  - Mannenbach
  - Berlingen
  - Steckborn
  - Mammern
  - Eschenz